# Andrzej Kazimierz Potocki
Andrzej Potocki herbu Pilawa (ur. 10 czerwca 1861 w Krzeszowicach, zm. 12 kwietnia 1908 we Lwowie) – polski polityk, marszałek Sejmu Krajowego Galicji, austriacki namiestnik Galicji.

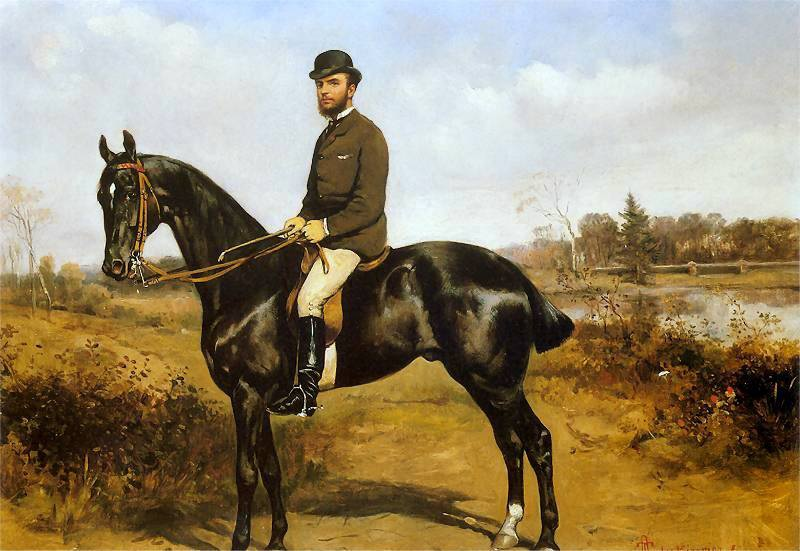
Portret Andrzeja Potockiego autorstwa Tadeusza Ajdukiewicza z 1881

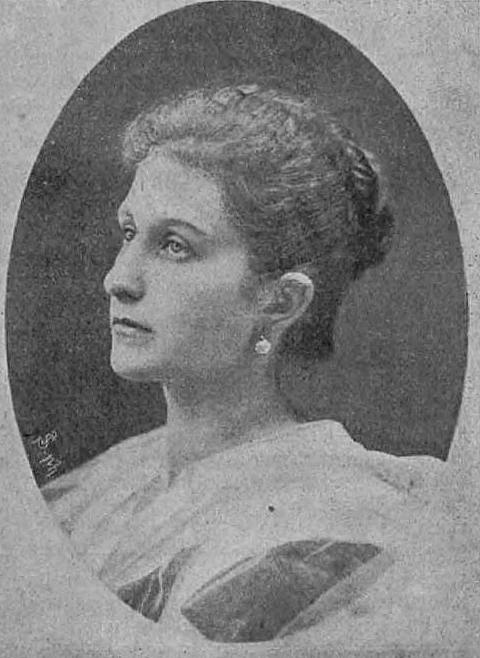
Krystyna Potocka (przed 1901)

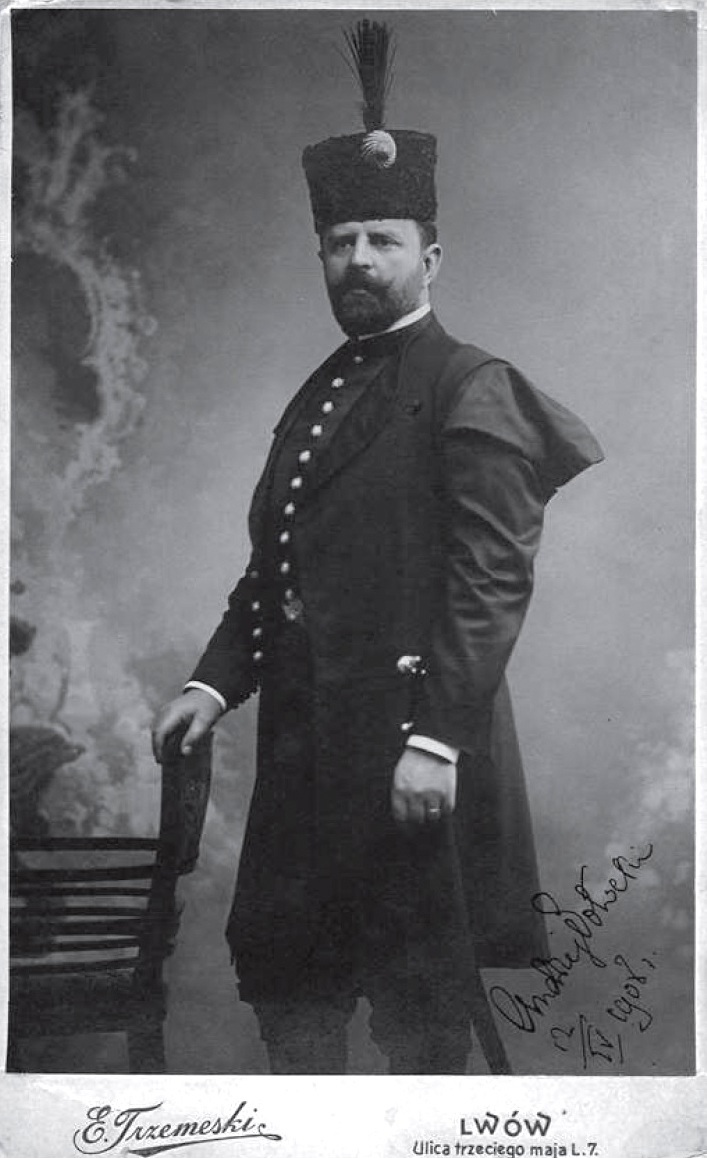
Edward Trzemeski, Portret Andrzeja Potockiego

## Życiorys
Hrabia Andrzej Kazimierz Potocki był synem Adama Potockiego herbu Pilawa i Katarzyny Branickiej herbu Korczak. Ożenił się 29 października 1889 z Krystyną Tyszkiewicz herbu Leliwa (1866–1952).

### Wykształcenie
Początkowo uczył się w domu, od 1877 w Krakowie w Gimnazjum św. Anny, gdzie w 1879 zdał egzamin dojrzałości. Studiował na Wydziale Prawa Uniwersytetu Jagiellońskiego, doktorat uzyskał 21 lutego 1884.

### Posiadłości
Potocki był jednym z największych właścicieli ziemi i obiektów przemysłowych w Galicji; posiadał także rozległe dobra i fabryki  zarówno na Ukrainie, jak i w Królestwie. W Galicji miał Krzeszowice i Kamionkę Strumiłową (w październiku 1894 nabył od hr. Heleny Mierowej), oraz wiele innych majątków (łącznie ok. 19 tys. ha). Jego własnością były ponadto 2 kopalnie węgla: (w Sierszy i w Tenczynku), kopalnie galmanu i ołowianki w Trzebionce i Żarach, fabryka bieli cynkowej w Krzach, huta cynkową w Myślachowicach, rafineria nafty w Trzebini, kopalnie glinki ogniotrwałej w Grojcu i Porębie, cegielnia w Krzeszowicach, kilka tartaków i 2 gorzelnie. W Królestwie należał doń majątek Międzyrzec i inne dobra o powierzchni 41 tys. ha), na Ukrainie Burzanka-Olchowec (27 tys. ha), a nadto 2 cukrownie w guberni kijowskiej. Same tylko cukrownie dawały mu 450 tys. złotych reńskich (w przeliczeniu na walutę austriacką) rocznego dochodu. Ponadto był właścicielem dóbr Szlatina, Szakacs i Madroźest na Węgrzech oraz Odrau na Morawach. W Krzeszowicach założył i prowadził dużą stadninę kłusaków. W sprawach gospodarczych wykazywał dużo inicjatywy i swój wielki majątek jeszcze pomnożył. Miał przy tym opinię człowieka oszczędnego.
Potocki był kolekcjonerem; zbierał numizmaty, pasy słuckie (dwieście kilkadziesiąt sztuk), kobierce, makaty i in. tkaniny, obrazy, sztychy. Ponadto po Hipolicie Skimborowiczu nabył archiwum literacko-historyczne, a od siostry Anny Branickiej otrzymał ponad 300 rękopisów z biblioteki w pałacu wilanowskim, stanowiących uzupełnienie zbiorów gromadzonych w krzeszowicko-krakowskim archiwum rodzinnym. Zbiór numizmatów umieszczono w kamienicy „pod Jagnięciem” w Krakowie (przepadł w czasie drugiej wojny światowej).

### Praca zawodowa
Potocki pracował w austriackiej służbie dyplomatycznej: w 1886 przydzielony został jako attaché do ambasady austriackiej w Paryżu i tego roku mianowany oficerem ordynansowym cesarza Franciszka Józefa. W lutym 1886 roku został szambelanem austriackim. Przebywał następnie na placówkach dyplomatycznych w Madrycie i Londynie. W 1890 po śmierci brata Artura wrócił do kraju, aby objąć zarząd majątków.

### Działalność polityczna w Galicji
Od roku 1890 Potocki był nieprzerwanie czynny na coraz to bardziej odpowiedzialnych stanowiskach w życiu politycznym Galicji, w które wchodził jako członek Wydziału Rady Powiatowej w Chrzanowie i radny miejski w Krakowie (od 1893). Tego roku przegrał jednak wybory z Józefem Friedleinem w walce o fotel prezydenta miasta. Zasiadał również we władzach Towarzystwa Wzajemnych Ubezpieczeń w Krakowie (od 1894) oraz Kasy Oszczędności. Był także członkiem Rady Nadzorczej Galicyjskiego Banku dla Handlu i Przemysłu (od 1899). W latach 1900–1902 był prezesem Towarzystwa Rolniczego Krakowskiego, członkiem honorowym Towarzystwa Galicyjskiego Leśnego (prezesem w latach 1900–1901), Towarzystwa Tatrzańskiego (1901), prezesem Galicyjskiego Towarzystwa Oficjalistów Prywatnych (1899–1901) oraz Towarzystwa Archeologiczno-Numizmatycznego. Na tym ostatnim stanowisku popierał i podnosił znaczenie urzędów konserwatorskich. Był także członkiem Komitetu Restauracji Zamku Wawelskiego oraz fundatorem kościoła w Krystynowie koło Sierszy (1901).

### Działalność polityczna w Wiedniu
W 1895 został wybrany na posła do parlamentu wiedeńskiego (18 lutego) oraz na posła do galicyjskiego Sejmu Krajowego z kurii gmin wiejskich okręgu chrzanowskiego (25 września). Jako poseł sejmowy szybko zdobył sobie szacunek i wpływ, przemawiając m.in. w sprawach preliminarza funduszu krajowego w 1897, uzasadniając wniosek o subwencję na pięćsetletni jubileusz Uniwersytetu Jagiellońskiego w 1898, w sprawie budowy lokalnych kolei wąskotorowych w 1898, o zmianę projektu ustawy pensyjnej dla urzędników (1901). Potocki był również od września 1901 członkiem dożywotnim, a następnie dziedzicznym (od czerwca 1907) Izby Panów Rady Państwa.
Wystąpienia Potockiego na forum parlamentarnym, wychodzące z pozycji konserwatywno-ziemiańskich, miały już wówczas charakter do pewnego stopnia pojednawczy wobec ruchu ludowego (traktowały pobłażliwie) – jak pisał petersburski „Kraj” – „ruch dotąd trwogę budzący”, głosił też Potocki potrzebę wstąpienia ludowców do Koła Polskiego w Wiedniu, motywowaną koniecznością solidarności narodowej. Jako polityczny spadkobierca ojca zajął bez trudu jedno z czołowych miejsc w krakowskim obozie stańczyków, co utorowało mu drogę do objęcia godności marszałka krajowego (9 października 1901), a wkrótce potem (8 czerwca 1903) namiestnika Galicji. Przemawiając po raz pierwszy w tym charakterze, podkreślił przede wszystkim konieczność zachowania ładu i porządku w kraju w duchu społecznej zgody i harmonii, w czym powinno rządowi aktywnie pomagać duchowieństwo obu obrządków rzymsko- i greckokatolickiego.
W początkach swego urzędowania w namiestnictwie Potocki złagodził w pewnym stopniu ostry kurs swego poprzednika – podolaka Leona Pinińskiego, szczególnie sceptycznie nastawionego w stosunku do socjalistów i ludowców. Uciekał się do konfiskowania wydawnictw socjalistycznych oraz do pogotowia zbrojnego w czasie zebrań i demonstracji organizowanych przez socjalistów. W lipcu 1904, w czasie wielkiego strajku górników w Borysławsko-Drohobyckim Zagłębiu Naftowym, podjął rozmowy z przywódcami socjalistów (m.in. z Ignacym Daszyńskim) w duchu pojednawczym, zmierzając do uwzględnienia przez władze i przedsiębiorców większości postulatów strajkujących, przede wszystkim ośmiogodzinnego dnia pracy, co decydująco wpłynęło na zakończenie strajku. W listopadzie tego roku doprowadził do zakończenia strajku medyków na Wydziale Lekarskim Uniwersytetu Jagiellońskiego. Przybywszy do Krakowa zagwarantował realizację zasadniczego żądania uczestników strajku, a mianowicie – przywrócenie cofniętych dotacji dla klinik uniwersyteckich.
Wręcz odmienne stanowisko zajmował Potocki wobec wybuchających w Galicji Wschodniej strajków rolnych (głównie w latach 1903 i 1906). Donosił do Wiednia, że mają one antyziemiański, a nie tylko ekonomiczny charakter. Wyrażał pogląd, że małorolne i bezrolne chłopstwo ukraińskie zwróciło się nie tylko przeciwko wielkiej własności rolnej w ogóle, ile specjalnie przeciw polskiej wielkiej własności. Środki zaradcze przeciw brakowi rąk do pracy upatrywał w zahamowaniu emigracji chłopów ukraińskich, co zalecał starostom za pomocą poufnego okólnika (kwiecień 1904).
Do lipca 1904 zastępcą namiestnika Potockiego był Jan Lidl, a następnie Włodzimierz Łoś.

### Okres Rewolucji 1905
Wybuch rewolucji w 1905 pociągnął za sobą wzrost napięcia politycznego w Galicji, narastającą falę zebrań, wieców, demonstracji ulicznych i akcji strajkowych, w tym także strajków politycznych, akcentujących swą solidarność z ruchem rewolucyjnym za kordonem i równocześnie postulujących demokratyzację kraju. Akcjom tym Potocki – jako namiestnik – przeciwstawiał się zdecydowanie. Niektórzy przeciwnicy zarzucali mu, że skupiona wokół niego arystokracja dbała o dobra, które posiadała w zaborze rosyjskim, chciała szczególnie podkreślić swą lojalność w stosunku do cara. Z drugiej strony wydaje się, że na postawę Potockiego wobec tych wydarzeń oddziaływała obawa – nie pozbawiona podstaw – rozprzestrzeniania się – jak pisał w swym okólniku z 5 lutego 1905 o fali strajków w Królestwie... na tutejszym terenie, zwłaszcza że takie same obawy wyrażały wtedy władze pruskie. Rezolucja Koła Polskiego w Wiedniu z 15 lutego 1905, uchwalona w porozumieniu z namiestnikiem, potępiała wszelkie objawy solidaryzowania się z ruchem rewolucyjnym w Królestwie. Pismem z 27 maja 1905 wyraził Potocki swoje niezadowolenie wobec krakowskiej Dyrekcji Policji za to, że nie chciała udzielać informacji żandarmerii rosyjskiej o działaczach socjalistycznych pochodzących z Królestwa i przebywających w Galicji, zaznaczając, że przeciwko takiemu postępowaniu „nie zachodzą przeszkody”. Zaniepokojony coraz liczniejszymi manifestacjami, związanymi z wydarzeniami w Królestwie, namiestnik wydał generalny zakaz odbywania zebrań, których porządek dzienny przewidywałby „omówienie wydarzeń w Rosji”. Gdy w miarę rozwoju sytuacji, coraz bardziej zapalnej, zakazu tego nie udawało się w pełni utrzymać, polecał rozpędzanie zebrań przy użyciu policji. W Sejmie Krajowym prawica 7 listopada interpelowała w sprawie podjęcia zdecydowanych środków w walce z ruchem rewolucyjnym. Już 9 listopada Potocki zapowiadał Sejmowi użycie surowych środków represyjnych, oświadczając przy tym, że utrzymanie ładu społecznego przez policję będzie wtedy skuteczniejsze, gdy poprze ją opinia publiczna. Nawiązując do starć z policją w czasie demonstracji 15 października i 5 listopada w Krakowie, zagroził, że władze rzucą przeciw demonstrantom nie tylko policję, ale także wojsko, które zrobi użytek z broni. Politykę tę zmodyfikował, gdy wiedeńskie Ministerstwo Spraw Wewnętrznych zakomunikowało mu (16 lipca 1906), iż nie jest pożądane występowanie przeciwko demonstracjom antyrosyjskim dotąd, dopóki wystąpienia te nie przekraczają granic prawnych, zastrzeżonych ustawą o zgromadzeniach.
Gdy wydarzenia 1905 wysunęły sprawę reformy wyborczej, Potocki zajął początkowo stanowisko wyczekujące. Przedstawicielom wielkiej lwowskiej demonstracji (23 października 1905) Ignacemu Daszyńskiemu i Mykole Hankewyczowi, którzy mu wręczyli petycję w sprawie sejmowej reformy wyborczej – odpowiedział wymijająco, że „każdy organizm narodowy musi poczynić w swoich instytucjach zmiany odpowiadające stadiom rozwoju tego narodu”. W istocie był przeciwny każdej radykalniejszej zmianie ordynacji wyborczej. Na tym tle doszło za jego poparciem do krótkotrwałej współpracy endeków ze wschodniogalicyjskimi konserwatystami. Nacisk wiedeńskich kół rządzących, szczególnie zaś osobista presja Franciszka Józefa, skłoniły jednak polskich polityków prawicowych, w tym i Potockiego, do zgody na wprowadzenie powszechnego głosowania w wyborach do Rady Państwa, na określonych warunkach. Wraz ze Stanisławem Głąbińskim i Wojciechem Dzieduszyckim opowiadał się w Kole Polskim za wprowadzeniem w Galicji katastru narodowego, który by zagwarantował znaczną przewagę liczebną mandatów polskich nad ukraińskimi. Równocześnie winno by nastąpić „wyodrębnienie” Galicji, tj. wyjęcie spod kompetencji Rady Państwa szeregu uprawnień – na rzecz Sejmu Krajowego i Namiestnictwa. Odmienne stanowisko reprezentował w Kole Polskim Michał Bobrzyński, zwolennik rozszerzenia jedynie uprawnień namiestnika i wprowadzenia w niektórych okręgach wyborczych systemu dwumandatowego, który dałby efekt podobny, jak popierany przez Potockiego kataster, ograniczając na wschodzie kraju Ukraińców, zaś na zachodzie ludowców. Potocki jednak obawiał się, że godząc w ludowców projekt ten przyniósłby korzyść socjalistom, proponował więc wprowadzenie dwumandatowych okręgów tylko we wschodniej Galicji, i to jedynie tam, gdzie polskie stronnictwa prawicowe miałyby szansę przeprowadzenia kandydata mniejszości. Domagał się nadto, by przy wyborach wprowadzono pluralność uzależnioną od umiejętności czytania i pisania. Stanowisko Dobrzyńskiego uzyskało nieznaczną większość Koła i stało się podstawą do ugody z rządem, na mocy której polski klub parlamentarny wyraził zgodę na głosowanie za reformą wyborczą do Rady Państwa.
Fala strajkowa w Galicji osiągnęła apogeum w 1906. Namiestnik gotów był tolerować strajki robotników w przemyśle i rzemiośle (szukał kompromisu ze strajkującymi górnikami we własnych kopalniach w Sierszy i Tenczynku), natomiast zdecydowanie wystąpił przeciwko strajkom rolnym w Galicji Wschodniej. Co prawda, nie zdecydował się na ogłoszenie stanu wyjątkowego na terenach objętych tymi strajkami – jak tego żądała delegacja ziemian – wydał natomiast już 11 stycznia 1906 okólnik, który miał ułatwić zaciąg robotników rolnych w zachodniej części kraju w przypadku wybuchu strajków rolnych na wschodzie, i zarządził stosowanie najostrzejszych represji wobec strajkujących fornali. Z inspiracji i na żądanie Towarzystwa Gospodarczego we Lwowie, reprezentowanego przez prezesa – Władysława Sapiehę, wydał w lutym dalsze zarządzenia, dotyczące w szczególności jak najbardziej rygorystycznego przestrzegania regulaminu służbowego dla robotników rolnych. W czerwcu – na prośbę pokuckiego Towarzystwa Gospodarczego – polecił starostom, by zapewnili ochronę policyjną i wojskową transportom Hucułów, sprowadzonych na miejsce strajkujących miejscowych robotników, przede wszystkim w najbardziej objętych strajkami powiatach: podhajeckim, husiatyńskim, brzeżańskim, czortkowskim, rohatyńskim i trembowelskim. W drugiej połowie czerwca wydał dalsze zarządzenia (22, 25 i 26 czerwca), polecając starostom m.in. masowy werbunek łamistrajków, zwalczanie nastrojów bojkotowych, oraz szczegółową instrukcję (26 czerwca), w której zalecił karać i przymusowo sprowadzać do pracodawców służbę dworską, rozstrzygać z jak największym pośpiechem spory między właścicielami wielkiej własności ziemskiej a robotnikami rolnymi i leśnymi, bronić łamistrajków przy użyciu siły wojskowej, winnych zaś zakłócenia pracy pociągać do odpowiedzialności karno-sądowej, w razie zaś potrzeby wzywać asystencję wojskową, a dla celów prewencyjnych używać jak najszerzej żandarmerii. W odezwie „Do Ludności Włościańskiej” przypominał, że wielu chłopów już zostało aresztowanych, zapowiadał dalsze areszty, groził sprowadzeniem robotników z innych części kraju, którzy odbiorą miejscowej ludności zarobek, zapowiadał wreszcie, że „gdzie by się okazała potrzeba, tam wystąpią żandarmi i wojska, którzy mogą gwałt „użyciem broni odeprzeć”. Spodziewając się z początkiem lipca 1906 wybuchu powszechnego strajku rolnego, zarządził w najbardziej zagrożonych rejonach wprowadzenie pogotowia wojska i żandarmerii. Władzom miejscowym polecił zatrzymywać wiejskich agitatorów. Potocki pod eskortą ułanów objeżdżał wsie objęte strajkami, rzucając cały swój autorytet na rzecz ich zakończenia. W tym okresie (1 sierpnia 1907) założył Galicyjskie Akcyjne Zakłady Górnicze w Sierszy.

### Działania po reformie wyborczej
Nowa ordynacja wyborcza do Rady Państwa, oparta na głosowaniu czteroprzymiotnikowym, zmniejszała wydatnie szanse konserwatystów. W obawie przed wejściem do parlamentu zbyt wielkiej liczby socjalistów oraz radykałów i nacjonalistów ukraińskich Potocki poparł w czasie wyborów w maju 1907 obok konserwatystów również narodowych demokratów, zaś we wschodniej Galicji moskalofilów, zamierzając ich przeciwstawić kandydatom stojącym na gruncie ukraińskiej odrębności narodowej.
Niezależnie od tego już latem 1906 sondował możliwość ugody z ludowcami, co podcięłoby opozycję w Sejmie, gdzie socjaliści nie mieli dostępu, i osłabiłoby ją w parlamencie. Na razie szansę porozumienia takiego były niewielkie z uwagi na strajki rolne w Galicji Wschodniej i zaostrzenie stosunków między wsią a dworem w Galicji Zachodniej. Poufne pertraktacje z ludowcami, czego rzecznikiem był Potocki, wznowiono z początkiem 1907 i zakończono w grudniu tego roku zawarciem sojuszu Stronnictwa Prawicy Narodowej (nowa nazwa konserwatystów) z Polskim Stronnictwem Ludowym. Przewidywał on m.in. wejście ludowców do Koła Polskiego oraz oficjalnie nieujawniony blok wyborczy w nadchodzących wyborach do Sejmu, blok, któremu namiestnik miał patronować i który miał zapewnić obu stronnictwom (głównie w kurii chłopskiej) określoną liczbę mandatów, kosztem endeków i stojałowczyków.

### Współpraca z Ukraińcami
Pośredniczył też Potocki w 1907 w rokowaniach z przywódcami narodowych demokratów ukraińskich. W październiku 1907 między stronami doszło do porozumienia: narodowcy ukraińscy mieli uzyskać kilka kierowniczych stanowisk w galicyjskich władzach krajowych i centralnych, zapewniono im też uchylenie dyskryminacji w polityce personalnej urzędów krajowych. Zobowiązano się poprzeć sprawę nowych katedr ukraińskich na Uniwersytecie Lwowskim, założenie trzech nowych gimnazjów ukraińskich i rozszerzenie subwencji na rzecz ukraińskich instytucji kulturalnych. Obiecano wreszcie ordynację wyborczą, zapewniającą Ukraińcom 35 mandatów do Rady Państwa przy zastosowaniu katastru narodowego. W zamian za to Klub Ukraiński rezygnował z postulatu powszechnego prawa głosowania przy wyborach do Sejmu i gmin i obiecywał współdziałać z Kołem Polskim w odpieraniu agitacji radykalnej politycznej i społecznej, posługującej się strajkami i tym podobnymi środkami. Warunki ugody, ustalone z namiestnikiem na Prezydium Koła, wywołały jednak gwałtowną burzę na plenum, inspirowaną głównie przez endeków i podolaków. Potocki znalazł się pod presją nastrojów antyukraińskich we własnym obozie. W rezultacie on sam i podległa mu administracja poparła w czasie wyborów sejmowych (luty 1908) „moskalofilów”, kosztem kandydatów stojących na gruncie ukraińskiej odrębności narodowej. „Moskalofile”, niewspółmiernie do swoich rzeczywistych wpływów, uzyskali aż dziesięć mandatów, gdy narodowcy i radykałowie ukraińscy łącznie – jedenaście. Presję wyborczą i rezultat wyborów Ukraińcy potraktowali jako prowokację; atmosfera polityczna w Galicji Wschodniej uległa zaognieniu. Potocki, jak się zdaje, zrozumiał swój błąd. Próbował za radą Dobrzyńskiego wznowić pertraktacje z Klubem Ukraińskim, udając się osobiście do przywódcy narodowych demokratów – Eugeniusza Oleśnickiego, i proponując mu stanowisko wicemarszałka krajowego. Ten skłonny był propozycję przyjąć, na razie jednak zwlekał wobec silnego wzburzenia wśród ludności ukraińskiej i nieuzgodnienia z Kołem Polskim innych warunków porozumienia, co do których trwały rokowania poufne. Tymczasem szowinistyczna agitacja rozpętana przez polskich i ukraińskich nacjonalistów, połączona z nawoływaniem do fizycznej rozprawy z przeciwnikami, doprowadziła do tragicznego dla Potockiego finału. 12 kwietnia 1908 we Lwowie, o godz. 13:30, student III roku filozofii, Ukrainiec Myrosław Siczynski, zgłosił się do namiestnika na audiencję i strzelił doń z rewolweru czterokrotnie. Gdy woźni wyprowadzali go na korytarz, powiedział do czekających na wizytę u Potockiego chłopów ukraińskich: „To za waszą krzywdę, za wybory, za Kahańca”. Zamachowiec został ujęty tuż po dokonaniu zamachu. Śmiertelnie ranny Potocki był przytomny bezpośrednio po postrzale, sporządził ustny testament, przebywał w otoczeniu rodziny, a wśród ostatnich słów powiedział: „Zatelegrafować proszę do Cesarza, że byłem zawsze Jego wiernym sługą”. Sekcja zwłok wykazała, że zamachowiec oddał cztery strzały (do czego sam się przyznał), a śmiertelny okazał się strzał, który przeszył lewe ucho i utkwił w głowie
Zabójstwo Andrzeja Potockiego odbiło się szerokim echem w kraju; sprawa była opisywana w prasie, np. wydania „Gazety Lwowskiej” z 14 i 15 kwietnia 1908 poświęciły tej sprawie po pięć stron. Hołd zmarłemu oddały m.in. władze samorządowe, władze Uniwersytetu Lwowskiego, organizacje. Na wieść o śmierci Namiestnika zmarł w Zakopanem Antym Nikorowicz.
Uroczystości pogrzebowe odbyły się 14 kwietnia 1908 we Lwowie w kościele Bernardynów, następnie zwłoki przewieziono do Krzeszowic, gdzie zostały pochowane w grobowcu rodzinnym w miejscowym kościele. Na pogrzebie była m.in. delegacja z Górnego Śląska.
Śledztwo w sprawie morderstwa prowadził Seweryn Berson. Zabójca A. Potockiego w nocy 9 na 10 listopada 1911 zbiegł z zakładu karnego dla mężczyzn w Stanisławowie.

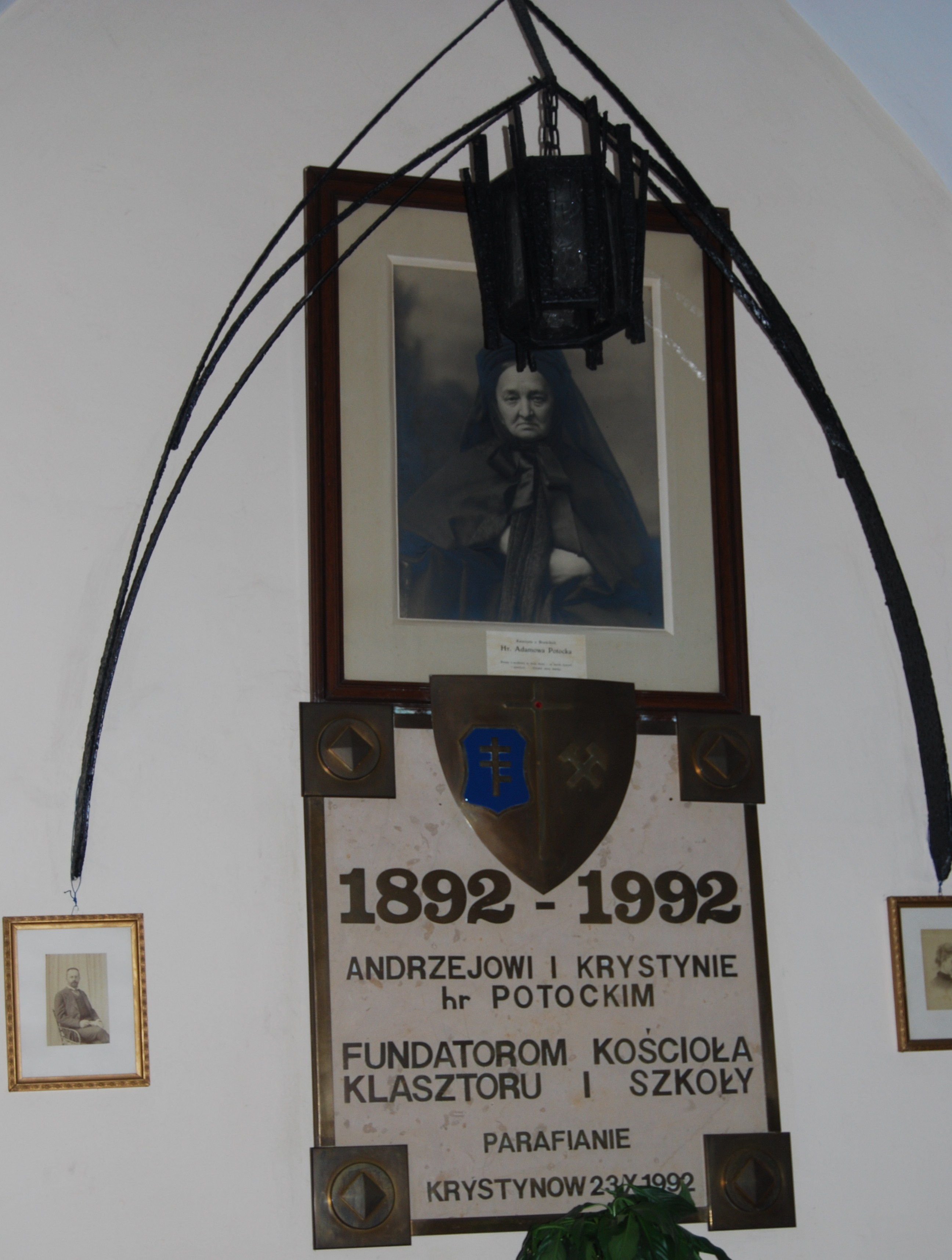
Upamiętnienie Andrzeja i Krystyny Potockich w kościele św. Barbary w Trzebini

### Odznaczenia i upamiętnienie
- Wielka Wstęga Orderu Lwa i Słońca w 1905
- Krzyża Wielki Orderu Leopolda w 1905
- Order Złotego Runa w 1907[15]
- Honorowy obywatel miasta: Nowego Sącza[16], Złoczowa, Sokala (1906)[17], Chyrowa, Buczacza.
- Andrzej i Krystyna Potoccy byli fundatorami kościoła, klasztoru i szkoły w Trzebini-Krystynowie. W stulecie tego faktu, 23 października 1992 w miejscowym kościele św. Barbary w Trzebini przy parafii pod tym wezwaniem ustanowiono upamiętnienie.
- W trzecią rocznicę śmierci namiestnika w 1911 dr Mikołaj Buzdygan utworzył Fundację im. Andrzeja Potockiego dla dziewczęcych sierot, przebywających w ochronce w Łobzowie[18]. Kuratorką tej instytucji została wdowa po zmarłym[19].
- W 1912 Towarzystwo Rolnicze Krakowskie aby uczcić pamięć swego byłego prezesa wybiło medal pamiątkowy. na jednej stronie popiersie z głową skierowaną w prawo, na drugiej Tarcza z herbem Pilawa i napis w otoku ANDRZEJOWI HR. POTOCKIEMU 1861+1908 TOW. ROLNICZE KRAKOWSKIE oraz napis poziomo "Ziemi swej dał rozum i pracę, miłość i życie". Odlew wykonano w Paryżu, autor Luwik Puget. Medale wykonano w brązie i srebrze[20].
- W lipcu 1913 w parku w Sierszy odsłonięto pomnik upamiętniający Andrzeja Potockiego[21].
- W 1913 imieniem Andrzeja Potockiego nazwano ulicę w Sanoku, gdzie przybył na pięć dni przed śmiercią podczas trwającej tam powodzi i udzielił pomocy mieszkańcom[22]
- Imieniem Potockiego nazwano w Krakowie dawną ul. Kolejową (obecnie ul. Westerplatte)[potrzebny przypis]
- Szkoła Podstawowa w Miękini nieopodal Krzeszowic otrzymała imię Krystyny i Andrzeja Potockich[23].

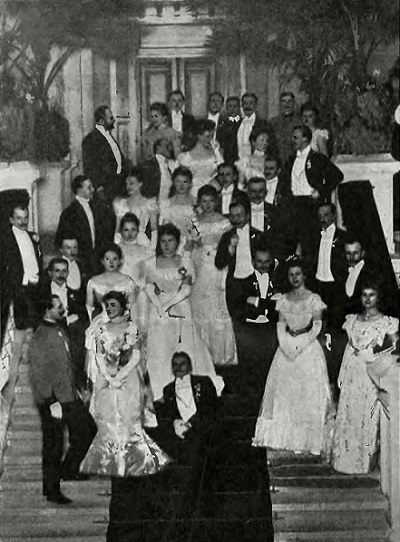
Bal u Andrzeja i Krystyny Potockich w 1902

### Rodzina
Potocki miał sześć córek:
- Katarzynę (1890–1977), żonę Leona Sapiehy,
- Marię Teresę (1891–1918)[24], żonę Józefa Tyszkiewicza,
- Izabelę (1893–1962), żonę Franciszka Krasińskiego,
- Krystynę (1894–1963), żonę Stanisława Siemieńskiego-Lewińskiego,
- Zofię (1902–1940), żonę Władysława Jezierskiego,
- Joannę (1904–1967), żonę Stanisława Potockiego,

oraz trzech synów:
- Adama (1896–1966), właściciela Krzeszowic,
- Artura (1899–1941)
- Andrzeja (1900–1939), właściciela Międzyrzeca Podlaskiego, uczestnika kampanii wrześniowej, zabitego pod Wielkimi Oczami przez Ukraińców[potrzebny przypis].

Po śmierci Andrzeja Potockiego opiekę nad jego dziećmi objęli Zdzisław Tarnowski i Ksawery Branicki.